# Cayo Atilio Bárbaro
Cayo o Gayo Atilio Bárbaro (en latín Gaius Atilius Barbarus) fue un senador romano del siglo I, que desarrolló su carrera bajo los imperios de Nerón y Vespasiano. 
Natural de Italia, su único cargo conocido fue el de consul suffectus entre julio y agosto de 71.